# 1億円の壁
1億円の壁（いちおくえんのかべ）とは、労働所得と金融所得の課税方式の違いから生じる、年収1億円を境に所得税の負担率が低下する傾向を指す俗称。

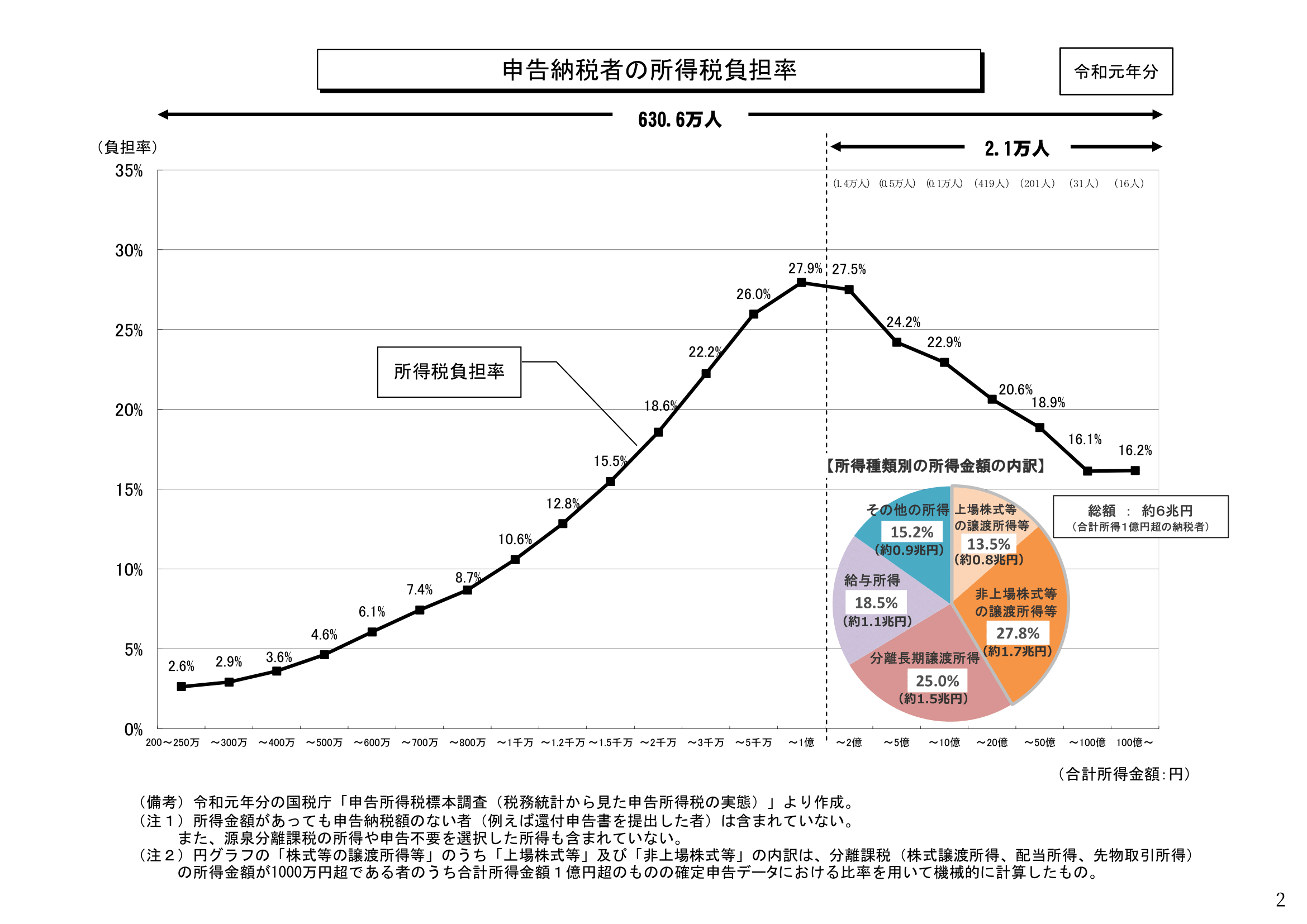
申告納税者の所得税負担率（2019年）

労働所得には累進課税が課されるのに対し、金融所得は一定の税率が採用されるため、所得構成の違いによって、同じ総所得額でも実効税率に大きな差が生じることが背景にある。

## 概要
金融所得の場合、給与所得などと合算して税額が計算される「総合課税の原則」が適用されておらず、預金金利や株式売買益などの分離課税が認められているので、本来ならば所得が多くなるほど税率が上がるという「累進課税の原則」がしり抜けになっている問題である。

## 動向
岸田文雄は、2021年9月の自民党総裁選に向けた政策パンフレットで、「1億円の壁」の打破に向けた金融所得課税の見直しを掲げた。しかし、市場関係者が反発の声をあげたほか、10月に株式市場が軟調に転じ“岸田ショック”と揶揄されたことなどから、具体化は見送られた。
2021年12月の与党税制改正大綱では、「税負担の公平性を確保する観点から金融所得に対する課税のあり方について検討する必要がある」ことは明確にしつつも、一般投資家が投資しやすい環境や市場への影響も踏まえて総合的な検討を行う、として“宿題”にしていた。
2022年12月16日、自由民主党・公明党が決定した「令和5年度税制改正大綱」には、NISAの抜本的拡充とともに、超富裕層向けの増税措置も盛り込まれた。
2023年3月28日、令和5年度税制改正法案が可決・成立した。法案には、超富裕層（所得30億円超と言われる）に最低22.5％の税負担を求める制度「極めて高い水準の所得に対する負担の適正化」が盛り込まれている。
2024年9月2日、石破茂は首相に就任した場合の金融所得課税の強化について「実行したい」と強調した。
10月7日、石破首相は、総裁選前に出演したテレビ番組で発言した“金融所得課税の強化”について、「貯蓄から投資への流れを引き続き推進することが重要」とし、「現地点で具体的に検討することは考えていない」と述べた。
12月4日、石破総理の所信表明に対する代表質問で、共産党の小池書記局長は「1億円の壁」をはじめとする税制の抜本的改革を求めた。しかし、石破総理は「金融所得を含め、極めて高い水準の所得に対する負担の適正化措置は一定の対応をしている」と述べ、金融所得課税の強化には否定的な考えを示した。

## 資料

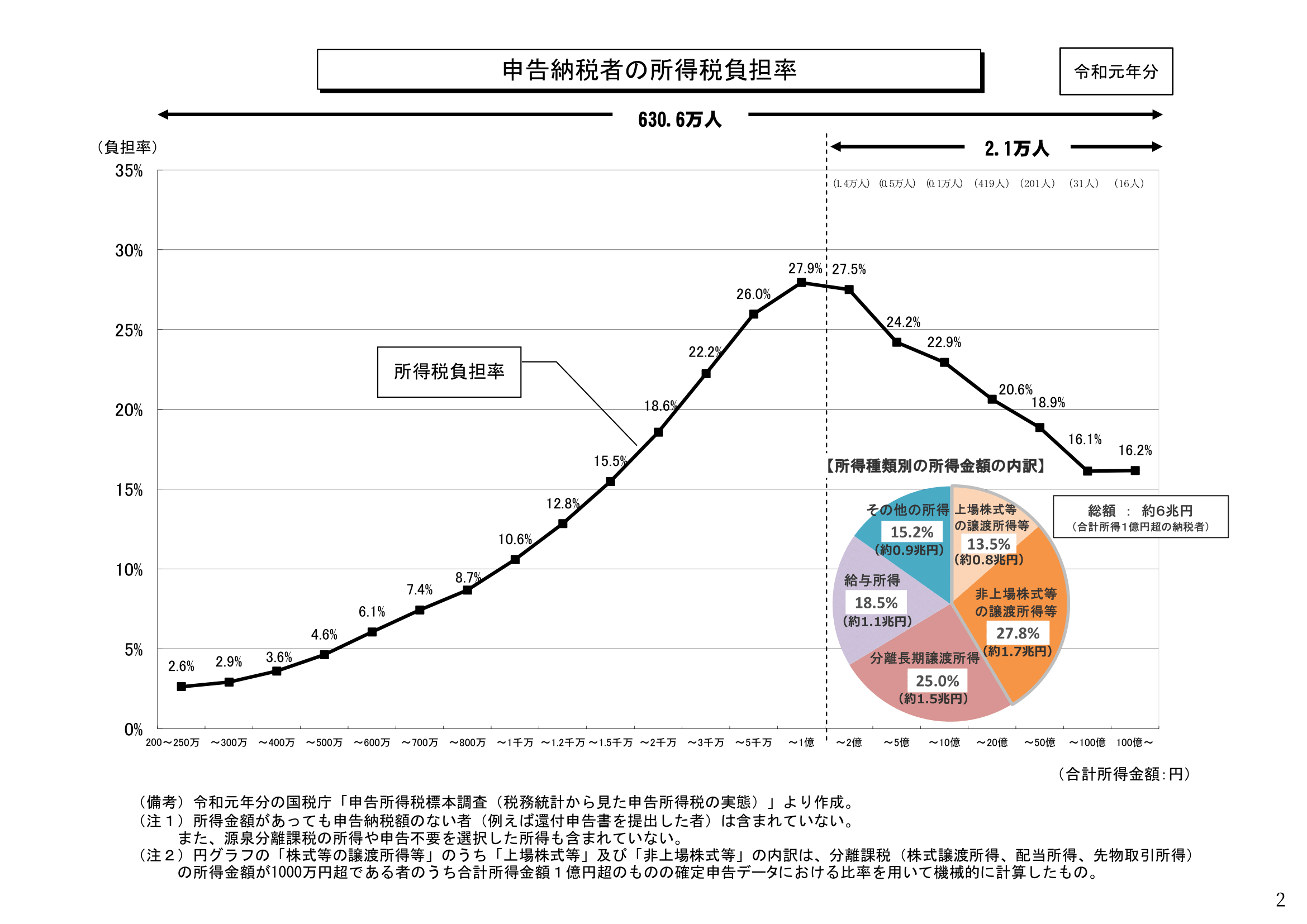
申告納税者の所得税負担率（2019年）

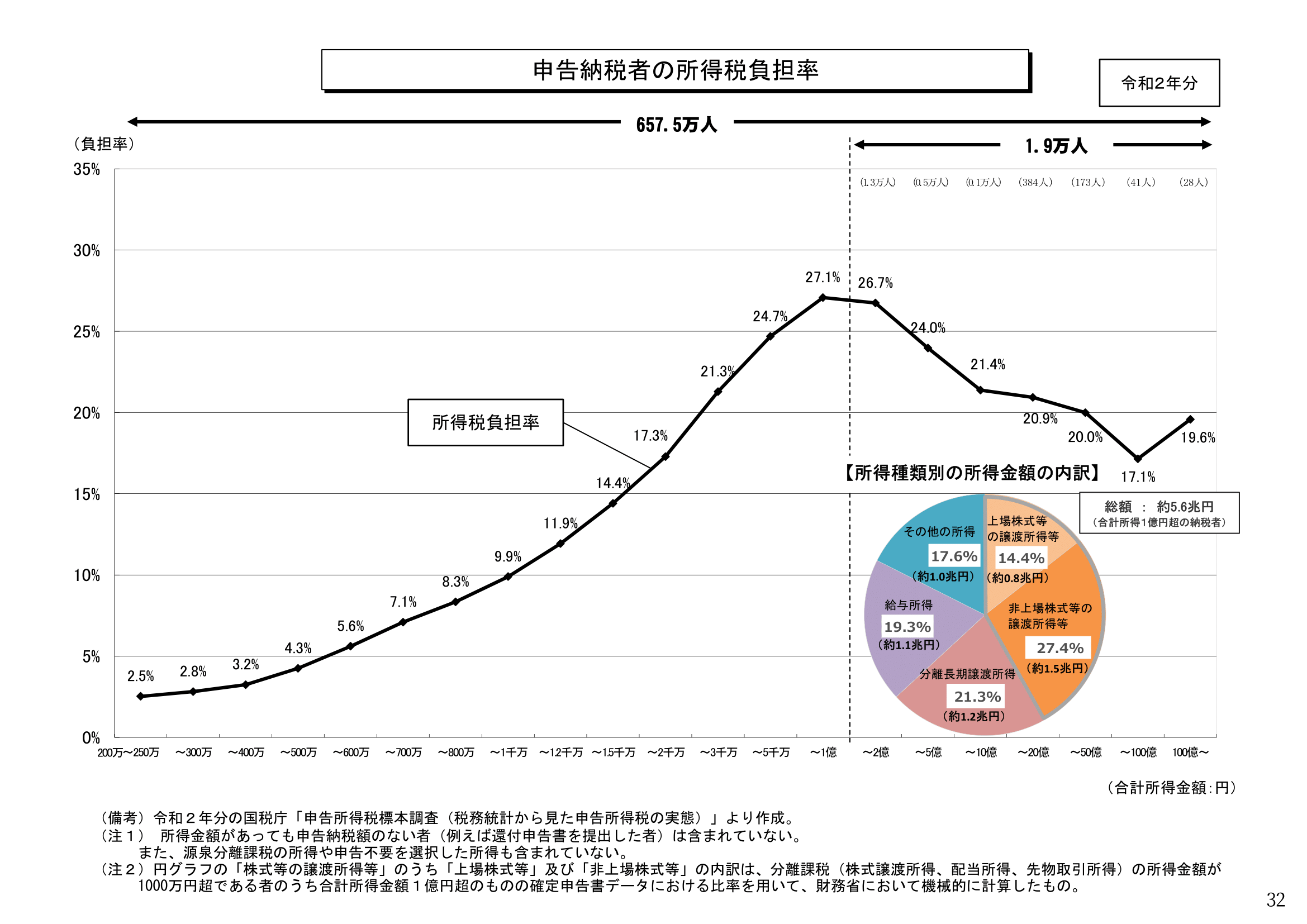
申告納税者の所得税負担率（2020年）

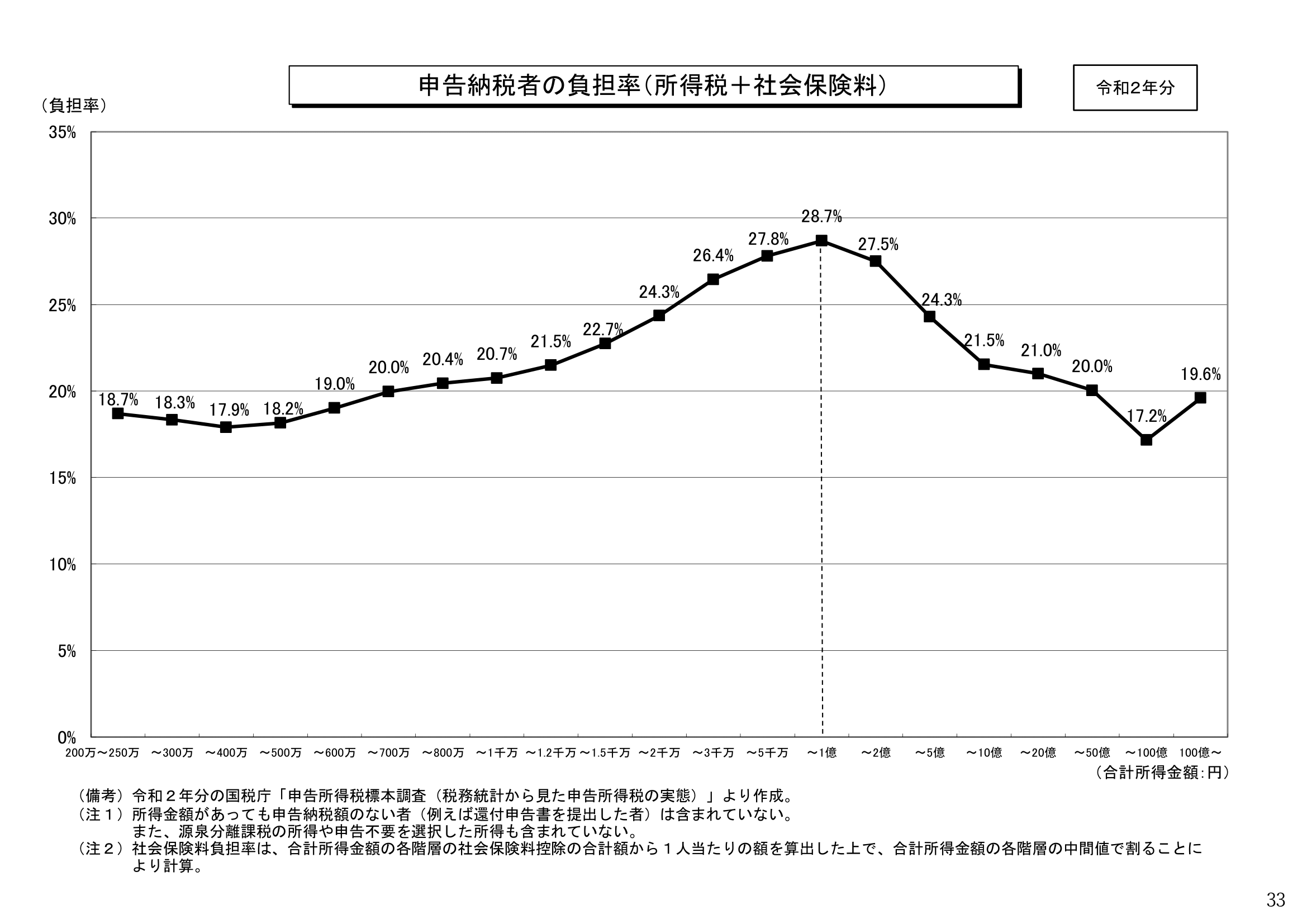
申告納税者の負担率（2020年）